# Epilystoides bispinosus
Epilystoides bispinosus är en skalbaggsart som beskrevs av Stefan von Breuning 1939. Epilystoides bispinosus ingår i släktet Epilystoides och familjen långhorningar.
Artens utbredningsområde är Filippinerna. Inga underarter finns listade i Catalogue of Life.